# Sitno (sommet)
Pour les articles homonymes, voir Sitno.
La Sitno (slovaque : Štiavnické vrchy) est un pic des monts de Štiavnica dans les Carpates occidentales, dont il est le point culminant avec 1 009 mètres d'altitude.